# Magnus VI. Norský

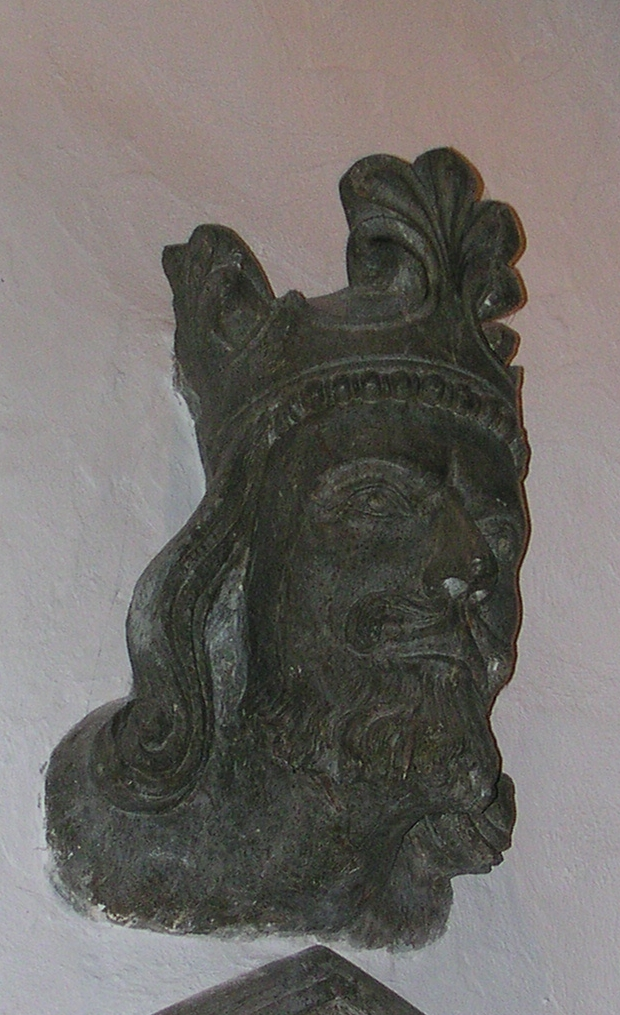
Socha Magnuse VI. v katedrále ve Stavangeru.

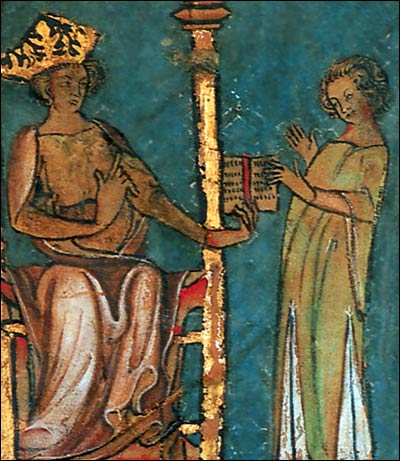
Magnus zveřejňuje svůj zákoník (Landslov).

Magnus Håkonsson, známý jako Zákonodárce (ve staré severštině, Magnús Hákonarson, Magnús lagabœtir; v norštině, Magnus Lagabøte) (1. května 1238 – 9. května 1280, Bergen) byl v letech 1263–1280 norský král.

## Biografie

### Původ, mládí
Narodil se jako mladší syn norského krále Haakona IV. a jeho manželky Markéty Skúladóttir. Po smrti svého staršího bratra Haakona Mladšího se stal následníkem norského trůnu a byl svým otcem Haakonem IV. v roce 1257 jmenován králem; od tohoto okamžiku až do otcovy smrti vládli společně.

### Manželství, potomci
Dne 11. září roku 1261 se oženil s dánskou princeznou Ingeborg, dcerou zesnulého dánského krále Erika Plovpenninga. Spor o Ingeboržino dědictví zavlekl Norsko do desetiletí se táhnoucí série konfliktů s Dánskem. Magnus s manželkou byli korunováni v roce 1261; Magnus byl pověřen vládou, když Haakon IV. vytáhl na válečnou výpravu proti Skotsku kvůli vlastnictví Britských ostrovů, v níž roku 1263 nalezl svou smrt.
Z manželství vzešli čtyři potomci, dva první však zemřeli v útlém věku:
- Olaf (1262–1267);
- Magnus († 1264);
- Erik (1268–1299), norský král v letech 1280–1299;
- Haakon (1270–1319), norský král v letech 1299–1319;

### Panování

#### Zahraniční politika
Magnus nepokračoval v politice svého otce, co se týče norských panství na Britských ostrovech. Nastolil mírová jednání se skotský králem Alexandrem III. Uzavřením Smlouvy v Perthu v roce 1266 Magnus ustoupil od norských požadavků v Irském moři (Ostrov Man a Hebridy) za 4 000 marek a roční platbu 100 marek ze strany skotského krále, výměnou za tyto územní ústupky Skotsko uznalo norskou svrchovanost nad Orknejemi a Shetlandy. Mírová jednání se Skotskem se uskutečnila částečně na nátlak Anglie, země, s níž Norsko mělo od roku 1223 obchodní smlouvu, jež vyústila v roce 1269 v souvislosti se smlouvou z Winchesteru ve formu volného obchodu.
Politické vztahy s Anglií byly dobré, ale se Skotskem měly spíše chladný charakter, neboť skotská vláda se neměla k realizaci závazků z Perthu. Magnus však nečinil na Skotsko nátlak, ale usiloval o zlepšení vztahů mezi oběma zeměmi. Prvním krokem v tomto směru byl manželský svazek mezi jeho synem Erikem a Markétou, dcerou skotského krále Alexandra III.
Zatímco se mu dařila dobrá politika ve své zemi a ve vztazích na západ, situace s jeho dalšími sousedy, severskými státy, byla problematičtější. Magnus bojoval o dědictví své manželky, jejíž otec byl zavražděn v roce 1250, a inicioval tak sérii konfliktů s Dánskem, jež trvaly několik desetiletí. V roce 1269 uzavřel se švédským králem Valdemarem Birgerssonem smlouvu, na jejímž základě byly poprvé vytyčeny hranice mezi Norskem a Švédskem. V 70. letech 13. století se pokusil zapojit do sporů o trůn Švédska mezi králem Valdemarem Birgerssonem a jeho bratry Magnusem Ladulåsem a Erikem Allsintetem. Když byl Valdemar svými bratry sesazen z trůnu, Magnus sebral flotilu a sešel se s novým švédským králem Magnusem Ladulåsem, aby napomohl najít dohodu mezi bratry; jednání však nepřinesla kýžený výsledek.

#### Nový zákoník

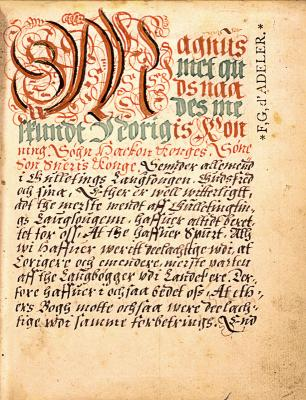
Kopie zákoníku Magnuse VI. Exemplář z období kolem roku 1590 uložený v norském královském archivu.

Přídomek Lagabøte znamená ten, kdo zlepšil zákony. Magnus realizoval zásadní změny zákonů království. Na prvním místě provedl revizi starého místního práva a později vypracoval právo nové. Toto nové právo bylo schváleno thingem roku 1274 (státní právo), v roce 1276 byl učiněn dodatek, právo městské; bylo aplikováno rovněž na Islandu a na Faerských ostrovech. Existencí právního kodexu platného pro celou zemi se Norsko stalo v tomto směru nejpokročilejší zemí v Evropě, vyjma Kastilského království.
Zákoník krále Magnuse považoval zločin za újmu státu, nikoli jedince, a proto bylo právem státu zločince trestat, čímž byly současně vyloučeny osobní msty. Vzrostla moc krále, jenž se stal garantem spravedlnosti. Městské právo zaručovalo svobody měst. Specifická část národního práva ustavila legitimitu následníka krále jako nezbytnou podmínku a primogenituru jako prioritu v následnictví trůnu, v souladu se shodou, ke které dospěl král Haakon IV. s katolickou církví v době, kdy v Norsku panovalo nejednoznačné nástupnické právo. V roce 1273 Magnus udělil Erikovi, svému staršímu synovi (v té době pětiletému), titul princ a svému mladšímu synovi Haakonovi titul vévoda.
Třebaže je Magnus považován podle různých biografických pramenů za krále zbožného, jeho zákoník ho přivedl do konfliktu s církví. Arcibiskup z Nidarosu, Jon Raude, protestoval proti vměšování monarchy do církevních záležitostí. Konkordátem z Tønsbergu v roce 1277 se obě strany smířily: klér získal větší právní privilegia, ale zřekl se svých snah učinit z Norska panství pod konečnou autoritou katolické církve.
Obchodní města na severu Německa vyjádřila svou nespokojenost a nesouhlas s norským městským právem, které stavělo německé obchodníky do podřízenosti norských, pročež král rozhodl poskytnout jim jistou formu imunity počínaje rokem 1278.

#### Kultura
Magnus VI. pokračoval v politice svého otce zavádět v Norsku kulturu evropských panovnických dvorů. V roce 1277 nahradil staré severské tituly lendmann a skutilsvein evropskými tituly baron a rytíř (riddar) a současně udělil šlechtě další privilegia. Magnus je také první norský král, který ke svému jménu připojil pořadové číslo a nazýval se tak Magnus VI.
Bezprostředně po smrti svého otce dal pokyn islandskému historikovi Sturla Þórðarsonovi napsat jeho biografii, Ságu o Haakonu Håkonssonovi. V roce 1278 nechal vydat svou vlastní ságu, čímž pověřil rovněž Sturlu. Sága o Magnusovi Zákonodárci je poslední z norských královských ság; bohužel se však dochoval jen nepatrný fragment.
Se zahraniční politikou, kterou Magnus zavedl, vznikl poprvé norský diplomatický aparát, s misemi do zahraničí a výměnou dopisů. Diplomacie vedla ke vzniku skupiny prominentních osobností (např. Lodin Lepp), které vysoce převyšovaly své okolí svým širokým vzděláním.
Reformoval tradiční leidang (tradiční způsob formování vojenských jednotek) tak, že vzniklo profesionální vojsko; to umožnilo vznik nové sociální třídy.

### Smrt a odkaz
Na jaře roku 1280 Magnus v Bergenu onemocněl a 9. května zde ve věku 42 let zemřel. Pohřben byl v kostele místního františkánského kláštera, který se počátkem 16. století stal bergenskou katedrálou.
Někteří moderní historikové ho považují za krále slabého, který se vzdal Hebrid a odstoupil od svých nároků v Anglii, jiní však zase ho vyzdvihují jako moudrého politika, který držel Norsko stranou zbytečných válek a tím záhy dosáhl stability své země.